# Nomination des conseillers prud'hommes (France)
 (avril 2016).
Si vous disposez d'ouvrages ou d'articles de référence ou si vous connaissez des sites web de qualité traitant du thème abordé ici, merci de compléter l'article en donnant les références utiles à sa vérifiabilité et en les liant à la section « Notes et références ».
La loi no 2014-1528 du 18 décembre 2014 relative à la désignation des conseillers prud'hommes a permis au gouvernement français de prendre l'Ordonnance no 2016-388 du 31 mars 2016 relative à la désignation des conseillers prud'hommes par laquelle l'élection prud'homale française est supprimée.
À compter de 2017, ils seront nommés conjointement par le ministre de la justice et le ministre chargé du travail, en fonction de la représentativité de leurs organisations syndicales et patronales pour une durée de quatre ans.

## Candidatures

### Conditions
Les candidats qu’ils soient du collège employeur ou salarié ne peuvent se présenter que dans un conseil de prud’hommes et que dans une section. Ils doivent être de nationalité française, âgés de 21 ans au moins, avoir exercé une activité professionnelle de deux ans ou justifier d'un mandat prud'homal dans les dix ans précédant la candidature et ne pas avoir au bulletin no 2 du casier judiciaire de mentions incompatibles avec leur éventuelle nomination en qualité de conseiller prud’homme ni être l’objet d’aucune interdiction, déchéance ou incapacité relatives aux droits civiques.

### Établissement des listes
Les listes des candidats sont composées proportionnellement à la représentativité des organisations syndicales ou patronales, dont l'audience lorsqu'elle est syndicale est définie au 5 de l'article L2121-1 du code du travail et lorsqu'elle est patronale au 6 de l'article L. 2151-1 du code du travail. 
La liste des candidats est composée alternativement d'un candidat de chaque sexe et chaque liste présente un nombre de candidats qui ne peut être supérieur au nombre de postes attribués par section du conseil de prud'hommes. La liste est déposée pour chaque conseil de prud'hommes par les mandataires des organisations auxquelles ont été attribués des sièges.

### Les salariés
Peuvent être nommées conseillers prud’hommes les personnes titulaires d'un contrat de travail de droit privé, en cours d'exécution ou de suspension (congé de maternité, congé parental ou encore congé sabbatique...) à la condition qu’il ne puisse être assimilé à une délégation d’autorité de l’employeur, les demandeurs d'emploi, les bénéficiaires d'une formation (contrat d’apprentissage), et les personnes ayant cessé toute activité professionnelle de nature salariale.

### Les employeurs
Peuvent être nommées conseillers prud’hommes les personnes qui emploient au moins un salarié et notamment les associés en nom collectif, les présidents de conseil d'administration, les directeurs généraux et les gérants de sociétés et entreprises et tous les cadres munis d'une délégation d'embauche et de licenciement et autre engagement et les conjoints des artisans, commerçants, professions libérales, agriculteurs ayant la qualité de collaborateur.

## Exercice du mandat
Les conseillers prud'hommes prêtent serment. Ils sont soumis à des obligations déontologiques. Ils exercent leurs fonctions en toute indépendance, impartialité, dignité et probité et se comportent de façon à exclure tout doute légitime à cet égard. Ils s'abstiennent, notamment, de tout acte ou comportement public incompatible avec leurs fonctions. Ils sont tenus au secret des délibérations. Leur est interdite toute action concertée de nature à arrêter ou à entraver le fonctionnement des juridictions lorsque le renvoi de l'examen d'un dossier risquerait d'entraîner des conséquences irrémédiables ou manifestement excessives pour les droits d'une partie.
Ils bénéficient de mesures leur permettant d'exercer librement leur mandat. Pendant les heures de travail, ils disposent du temps nécessaire à l'exercice de leurs fonctions prud'homales. Ces temps d'absence sont assimilés à la durée d'un travail effectif et donnent droit à toutes les prestations sociales ou à des indemnisations.

## Protection
Les conseillers salariés et les candidats à la nomination aux fonctions de conseillers sont dis salariés protégés, c'est-à-dire qu'ils bénéficient notamment de la même protection contre le licenciement que celle accordée au délégué syndical et au défenseur syndical. Ils ne peuvent être licenciés qu’après autorisation préalable de l’inspecteur du travail.